# 1077年
| 千纪： | 2千纪 |
| 世纪： | 10世纪 \| 11世纪 \| 12世纪                                                                                     |
| 年代： | 1040年代 \| 1050年代 \| 1060年代 \| 1070年代 \| 1080年代 \| 1090年代 \| 1100年代                               |
| 年份： | 1072年 \| 1073年 \| 1074年 \| 1075年 \| 1076年 \| 1077年 \| 1078年 \| 1079年 \| 1080年 \| 1081年 \| 1082年     |
| 纪年： | 丁巳年（蛇年）；辽大康三年；北宋熙宁十年；西夏大安四年；大理广安元年；越南英武昭勝二年；日本承保四年，承曆元年 |

## 大事记
- 李乾德向宋朝奉表求和，而宋軍疫病流行，死者大半，遂同意撤兵，宋越熙寧戰爭結束。
- 遼國北院樞密使耶律乙辛誣陷太子耶律濬謀反，將太子害死獄中。
- 卡諾莎之行，神聖羅馬帝國皇帝亨利四世趕往教皇格里高利七世所在的卡諾莎城堡悔罪談和。
- 阿努什的斤成為花剌子模總督，被視為花剌子模王國創建之年。
- 緬甸蒲甘王朝開國君主阿奴律陀崩逝，其子蘇盧繼位為王。

## 逝世
- 張載，北宋著名理學家，世稱橫渠先生。
- 邵雍，北宋著名理學家，世稱康節先生。
- 耶律濬，遼道宗耶律洪基與宣懿皇后蕭觀音長子，原為遼國太子。
- 阿奴律陀，緬甸蒲甘王朝開國君主。